# Демидова Галина Олександрівна
Галина Олександрівна Деми́дова (до шлюбу Афана́сьєва; нар. 4 липня 1940, Кострома) — російська і українська акторка театру. Заслужена артистка УРСР з 1989 року.

## Біографія
Народилася 4 липня 1940 року в місті Костромі (нині Росія). 1963 року закінчила театральну студію при Костромському російському драматичному театрі імені Олександра Островського, де навчалась у Бориса Сапегіна.
Упродовж 1968—1975 років — акторка Грозненського республіканського російського драматичного театру імені Михайла Лермонтова; у 1975—1996 роках — Донецького російського драматичного театру у Маріуполі. Нині живе у Костромі.

## Ролі
- Людмила («Васса Желєзнова» Максима Горького);
- Маша Забєліна («Кремлівські куранти» Миколи Погодіна);
- Настуся Гуськова («Живи та пам'ятай» за Валентином Распутіним);
- Арина («97» Миколи Куліша);
- Кіра Воронцова («Моделі сезону» Генріха Рябкіна);
- Валя, Лікар («Характери» за Василем Шукшиним);
- Ліза Бричкіна («А зорі тут тихі…» за Борисом Васильєвим);
- Макарська («Побачення у передмісті» Олександра Вампілова).